# Wolf Redl
Wolf Redl (* 1939 in Stargard; † 17. Dezember 2010) war ein deutscher Schauspieler und Regisseur.

## Leben
Redl war 1971 Mitglied des Gründungsensembles der Schaubühne am Halleschen Ufer in Berlin, zu deren prägendsten Schauspielern er in Inszenierungen wie „Peer Gynt“ (Regie: Peter Stein, 1971), „Geschichten aus dem Wiener Wald“ (Klaus Michael Grüber, 1971), „Sommergäste“ (Peter Stein, 1974) oder „Winterreise“ (Klaus Michael Grüber, 1977) gehörte. Einige seiner berühmtesten Rollen an der Schaubühne spielte Redl in Inszenierungen von Frank-Patrick Steckel: 1976 als „Fatzer“ in der Uraufführung von Bertolt Brechts Fragment „Der Untergang des Egoisten Fatzer“, und 1981 in Ernst Barlachs Drama „Der blaue Boll“, wo er in der Titelrolle verkörperte.
Zuvor hatte Redl 1968 die Titelrolle in der Uraufführung von Peter Handkes „Kaspar“ (am Theater am Turm in Frankfurt, Regie: Claus Peymann) gespielt. Auch in Peymanns Uraufführung von Thomas Bernhards erstem Stück „Ein Fest für Boris“ (1971 am Hamburger Schauspielhaus) war Wolf Redl in der Titelrolle zu sehen. Am Bremer Theater begann Redl Ende der 70er Jahre auch selbst zu inszenieren, u. a. in Bochum und in Frankfurt am Main.
In den 1990er Jahren war Wolf Redl wieder an der Schaubühne als Regisseur und Bühnenbildner tätig:  „Symposion“ (1995, ein Theaterabend nach Platon, Regie, Bühnenbild und Schauspieler) und  „Die Sprache der Vögel“ (Regie: Andrea Breth), ein Stück des islamischen Mystikers und persischen Dichters Fariduddin Attar aus dem 12. Jahrhundert, für das Redl 1997 das Bühnenbild entwarf.
Wolf Redl war der Stiefbruder des Schauspielers Christian Redl. Seine Tochter ist die Schauspielerin Caroline Redl.

## Filmografie
- 1976: Sommergäste